# Douglas Hogg, 1. Viscount Hailsham

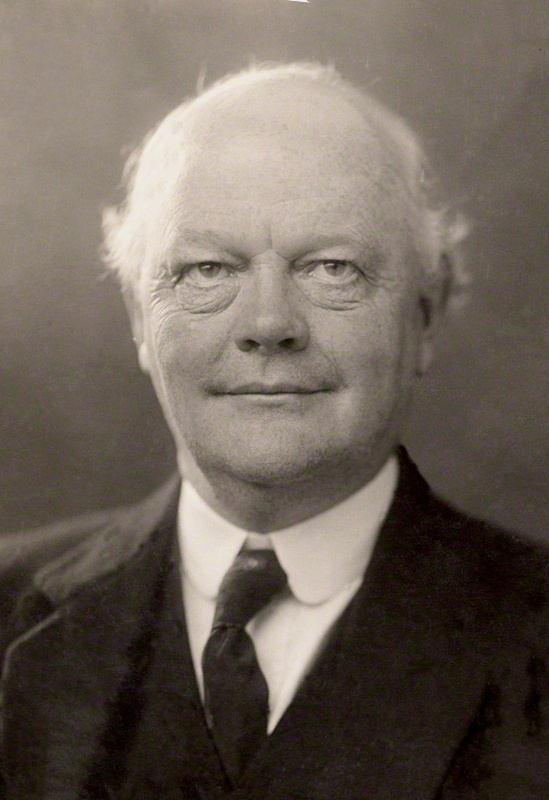
Douglas McGarel Hogg, 1. Viscount Hailsham, 1930

Douglas McGarel Hogg, 1. Viscount Hailsham PC (* 28. Februar 1872 in London; † 16. August 1950 in Carter’s Corner Place, Sussex) war ein britischer Jurist und Politiker (Conservative Party).

## Leben
Hogg wurde als ältester Sohn des Kaufmanns und Philanthropen Quintin Hogg (1845–1903), siebter Sohn von Sir James Hogg, 1. Baronet, geboren. Er besuchte das Eton College und beschäftigte sich danach mit dem Zuckerrohranbau in den British West Indies. Nachdem er im Zweiten Burenkrieg gedient hatte, wurde er 1902 an der Lincoln’s Inn als Barrister zugelassen. Von 1922 bis Januar 1924 und erneut von November 1924 bis 1928 war er Attorney General für England und Wales. Ende 1922 wurde er zum Knight Bachelor geschlagen und ins Privy Council aufgenommen.
Vom 28. März 1928 bis 4. Juni 1929 sowie vom 7. Juni 1935 bis 9. März 1938 war er Lordkanzler. Er wurde hierzu am 4. April 1928 mit dem Titel Baron Hailsham, of Hailsham in the County of Sussex, zum erblichen Peer erhoben und wurde dadurch Mitglied des House of Lords. Während seiner zweiten Amtszeit als Lordkanzler vertrat er als Lord High Steward gegen Edward Russell, 26. Baron de Clifford, wegen fahrlässiger Tötung im Straßenverkehr den letzten im House of Lords geführten Prozess. Am 4. Juli 1929 wurde er zum Viscount Hailsham, of Hailsham in the County of Sussex, erhoben. Vom 5. November 1931 bis zum 7. Juni 1935 war er britischer Kriegsminister sowie vom 9. März 1938 bis zum 31. Oktober 1938 Lord President of the Council.
Lord Hailsham heiratete im Jahre 1905 Elizabeth Marjoribanks, Witwe des Archibald Marjoribanks, mit welcher er zwei Söhne, Quintin McGarel Hogg (1907–2001) und William Neil McGarel Hogg (1910–1995), hatte. Als Lord Hailsham 1950 starb, erbte sein älterer Sohn Quintin seine Adelstitel.